# Конрад Бальтазар фон Штаремберг
Граф Конрад Бальтазар фон Штаремберг (нем. Conrad Balthasar von Starhemberg; 1612, Вена — 3 апреля 1687, Вена) — австрийский государственный деятель.

## Биография
Сын Иоганна Пауля фон Штаремберга и Доротеи фон Танхаузен.
После совершения так называемого кавалерского тура, Конрад Бальтазар, перешедший из лютеранства, которое исповедовали его родители, в католицизм, поступил на службу в войска императора Фердинанда II. Впервые отличился при осаде Регенсбурга, первым поднявшись на стену в ходе генерального штурма 6 июля 1634. Был ранен в битве при Нёрдлингене. В 1635 году уволился с военной службы из-за ранения в звании подполковника.
С 1641 года служил советником в Нижнем австрийском полку (администрация провинции Нижняя Австрия). В 1644 году стал камергером императора Фердинанда III. В 1649 был причислен к дворянскому сословию Нижней Австрии, вскоре после этого стал правительственным советником, а в 1656 году вице-штатгальтером Нижней Австрии.
Фердинанд III назначил его вице-оберстгофмейстером своей жены Элеоноры, а его преемник император Леопольд I сделал обершталмейстером вдовствующей императрицы. В 1663 году стал штатгальтером Австрии ниже Энса (Statthalter von Österreich unter der Enns), а в 1665 году тайным советником. Был директором делегатов императорского и королевского Тайного совета.
Конрад Бальтазар снова принял графский титул, которым его семья не пользовалась со времени принятия имени Штаремберг в XIII веке. В 1643 году стал имперским графом.
Граф значительно увеличил родовые владения. Он выкупил имение Шёнпихль, купил графство Ваксенберг (1639), владения и поместья Нейдхартинг (1651), Фрайенштайн (1657), Эфердинг (1666), Карлсбах и Ваазен (1668), Фрайдегг, Шёнегг и Вейсенберг (1678), Крумнусбаум (1682), Агштайн (1685), Гут-Аухоф и Hвладение Вимспах (1658), Эшльберг, Лихтенхаг, Унтрахт, Тюрнштайн, Цейлерн, Хёбаттендорф и Нойзидель, фрайхаус в Линце (1657), фрайхаус на Миноритенплац в Вене и большой комплекс домов в начале пригорода Виден, которые он объединил в один и назвал Конрадсвёрт. Позднее он стал называться "Starhemberg'sche Freihaus" (ныне Freihaus auf der Wieden). Этот дом был свобожден от всех налогов, о чем свидетельствуют две грамоты императора Фердинанда III от 1642 года и от 12 июня 1643. Позднее возникла легенда, что освобождение от налогов было наградой за доблесть Эрнста Рюдигера фон Штаремберга, проявленную при обороне Вены.
Из его многочисленных благочестивых учреждений Вурцбах упоминает Розалиенкирхе, построенную в 1660 году в Wiedener Freihaus, и монастырь сервитов в Шёнпихле, который он основал в 1672 году, и который позднее получил еще более богатые наделы от графа Франца Оттокара фон Штаремберга. Среди тех, кто особенно отличился в борьбе с эпидемией, разразившейся в Вене в 1679 году, рядом с графом Георгом Хойосом и князем Шварценбергом упоминается и граф Штаремберг. Он добавил слова «Benedictio domini» на свой герб на всех домах и замках, которые купил.
Дипломом от 4 августа 1667 он был натурализован в Богемском королевстве. В 1681 году Карл II пожаловал Штаремберга в рыцари ордена Золотого руна.
Граф умер в 1687 году и был погребен в семейном склепе в Эфердинге.

## Семья
1-я жена (10.04.1635): баронесса Элизабет фон Цинцендорф унд Поттендорф (ум. 28.09.1659), дочь барона Иоганна Иоахима фон Цинцендорф унд Поттендорф и Марии Юдиты фон унд цу Лихтенштейн
Дети:
- граф Генрих Эрнст Рюдигер (11.1.1637—4.01.1701). Жена 1) (после 5.04.1660): графиня Хелена Доротея фон Штаремберг (1634—19.12.1688), дочь графа Генриха Вильгельма фон Штаремберга и Сусанны фон Меггау; 2) (14.05.1689): графиня Мария Йозефа Йоргер цу Толлет (5.04.1668—10.03.1746), дочь графа Иоганна Квинтина Йоргера цу Толлет и графини Марии Розалии фон Лозенштейн
- граф Максимилиан Лоренц (ок. 1640—17.09.1689), императорский генерал-фельдмаршал. Жена (22.07.1664): графиня Доротея Поликсена фон Шерфенберг (ум. 27.07.1712)

2-я жена (18.02.1660): графиня Катарина Франциска Кавриани (1640—1685), дочь графа Фридриха Кавриани и графини Элизабет фон Меггау
Дети:
- граф Франц Оттокар (13.09.1662—12.09.1699), посол в Швеции. Жена (2.06.1687): графиня Сесилия Клара фон Риндсмауль (3.01.1664—17.08.1737), дочь графа Иоганна Отто фон Риндсмауля и графини Элеоноры фон Дитрихштейн
- граф Гундакар Томас (15.12.1663—8.07.1745). Жена (13.01.1688): графиня Беатрикс Франциска фон унд цу Даун (9.01.1665—8.01.1701), дочь графа Вильгельма Иоганна Антона фон унд цу Дауна и графини Анны Марии Магдалены фон Альтанн